# Noel Gallagher
Noel Thomas David Gallagher, född 29 maj 1967 i Manchester, England, är en låtskrivare, gitarrist och sångare. Han slog igenom som grundare till det brittiska rockbandet Oasis och blev senare soloartist under namnet Noel Gallagher's High Flying Birds.  

## Oasis
Noel skrev bandets alla låtar under åren 1993-2000 (med undantag för låten "Little James" som skrevs av hans yngre bror Liam Gallagher) och majoriteten av bandets låtar på 2000-talet. På skivan Don't Believe the Truth (2005) stod Noel för fem låtar, och de andra medlemmarna bidrog med två var. På efterföljaren Dig Out Your Soul (2008), som kom att bli gruppens sista skiva, skrev Noel sex av låtarna. Hans bror Liam bidrog med tre, Gem Archer och Andy Bell med varsin.
Noel har medverkat på alla Oasis album: Definitely Maybe (1994), (What's the Story) Morning Glory? (1995), Be Here Now (1997), Standing on the Shoulder of Giants (2000), Heathen Chemistry (2002), Don't Believe the Truth (2005) och Dig Out Your Soul (2008) , samt livealbumet Familiar to Millions (2000) och samlingsalbumen The Masterplan (1998) och Stop the Clocks (2006).

### Avhoppet från Oasis

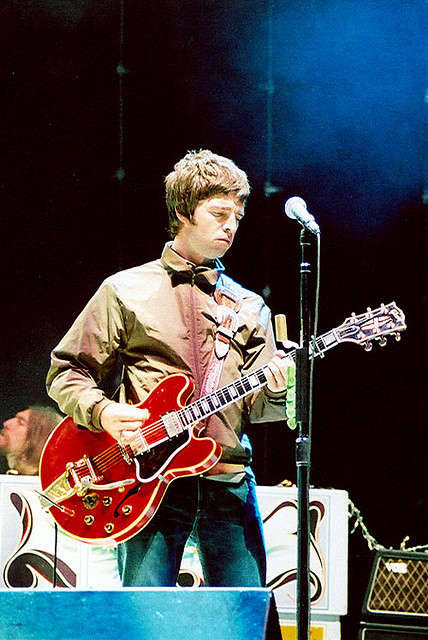
Noel Gallagher 2008.

Noel var på väg att lämna Oasis vid flera tillfällen. Han lämnade bandets turné i USA 1994, och när bandet kom tillbaka till landet 1996 hände samma sak. Noel hade bestämt sig för att sluta med musiken 1996, men efter att bandet spelat in de låtar han redan gjort klart för Be Here Now (1997) beslöt han sig för att fortsätta. 
När Oasis spelade på Hultsfredsfestivalen år 2000 gjorde man det utan Noel. Han hade tidigare under året slagits med sin bror Liam efter en spelning i Barcelona och lämnat turnén. Det var länge osäkert om han skulle komma tillbaka. Till slut slöt bröderna fred och Noel kom tillbaka till bandet.
Före en konsert i Paris i augusti 2009 fick Noel till slut nog av sin bror Liam och lämnade Oasis för gott. Detta ledde till att bandet lades ner och att de andra bandmedlemmarna startade bandet Beady Eye.
I en intervju med tidningen NME i september 2012 sade Noel att en återförening av Oasis med honom inblandad är fullständigt utesluten: 
"Not even if all the starving children in the world depended on it"
I en intervju med Skavlan som sändes i november 2019 sa Noel att hans bror Liam spridit en myt online om att Oasis skulle återförenas om Noels fru tillät det, vilket lett till att hon får ta emot mycket hat.

## Solokarriär
Noels soloprojekt Noel Gallagher's High Flying Birds släppte sitt självbetitlade debutalbum Noel Gallagher's High Flying Birds den 17 oktober 2011. Han släppte ännu ett album i mars 2015, Chasing Yesterday. Båda albumen bör tilltala Oasis-fan, enligt honom själv. Ett tredje album, Who Built the Moon?, släpptes 2017.

### Övrigt
Noels två första livespelningar som soloartist gick av stapeln 25 och 26 mars 2010 i Royal Albert Hall i London.

## Privatliv
Gallagher gifte sig med Meg Matthews i Las Vegas i juni 1997. Tillsammans fick de en dotter, Anais, år 2000. Bara några månader senare meddelade Noel att han och Matthews hade separerat. Detta var bara någon vecka efter att Noels bror Liam meddelat att han separerat från sin hustru Patsy Kensit. Mellan 2011 och 2023 var Noel Gallagher gift med Sara MacDonald med vilken han har sönerna Donovan och Sonny.
Noel är även en erkänt trogen Manchester City-supporter, precis som sin broder Liam.